# Wouwse Plantage (landgoed)

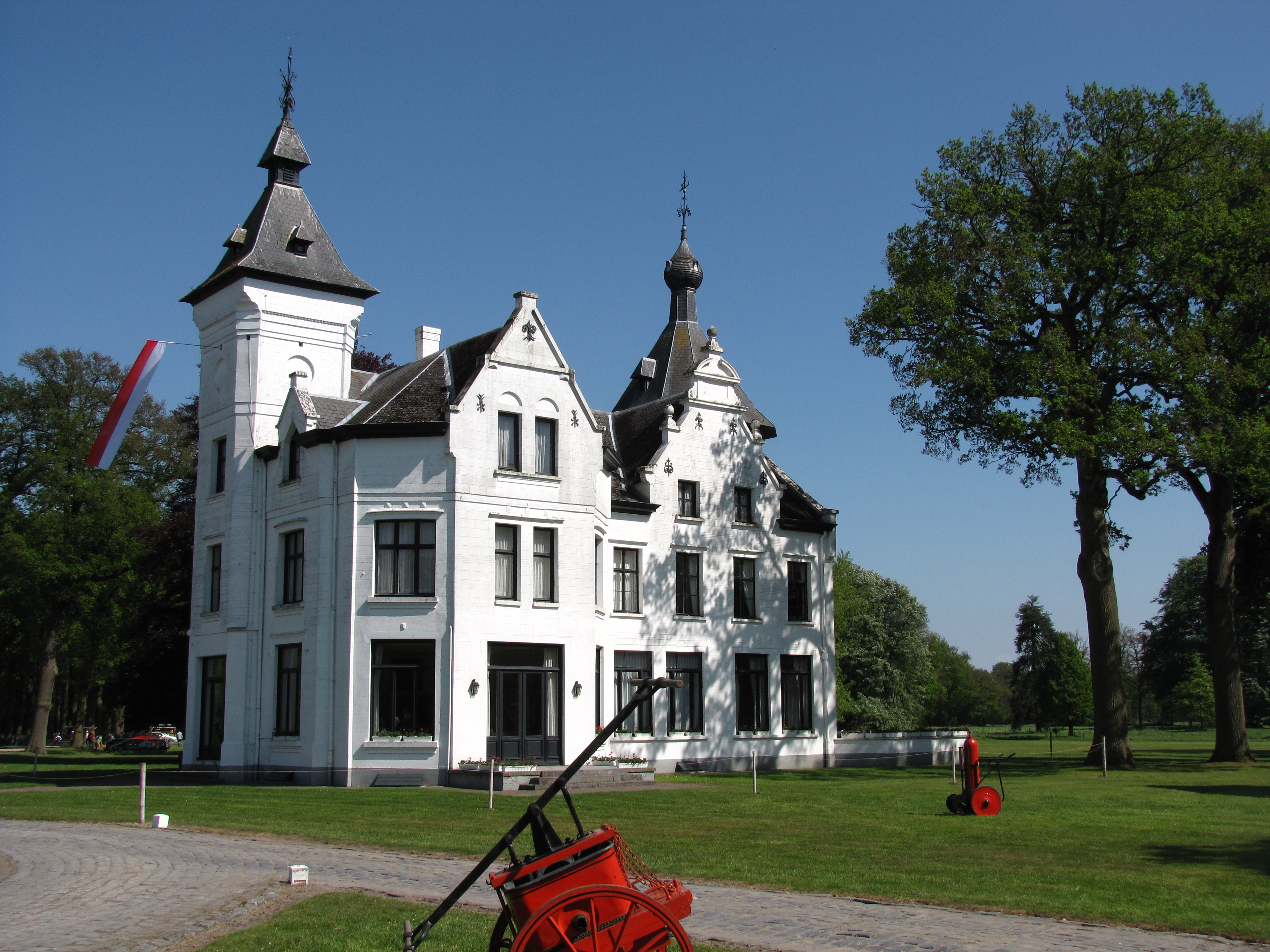
Het landhuis

Het landgoed Wouwse Plantage is een landgoed bij het dorp de Wouwse Plantage in de boswachterij de Wouwsche Plantage in de provincie Noord-Brabant. Het landgoed is eigendom van de Stichting Behoud Natuur en Leefmilieu en is 900 hectare groot.

## Geschiedenis
Oorspronkelijk bestond het gebied uit veenmoeras, afgewisseld met enkele hoger gelegen zandruggen. Vervening voor turfwinning vond plaats vanaf 1477. Op de uitgestrekte zandgronden ontwikkelde zich vervolgens heide.
In 1504 werd door Jan III van Glymes, heer van Bergen op Zoom, opdracht gegeven om bos aan te planten ten behoeve van de houtproductie. Dit was het begin van de Wouwse Plantage. Feitelijk betrof dit het eerste expliciete productiebos op Nederlandse bodem: het Mastbos volgde in 1516. Behalve voor houtproductie diende het bos ook ter vastlegging van zandverstuivingen en voor de jacht. Het werd vanaf 1541 onder markies Anton van Glymes nog aanzienlijk uitgebreid. Ook de gebieden van het Wilhelmietenklooster te Huijbergen kwamen na 1560 definitief aan het markiezaat. In 1557 vond de eerste houtoogst plaats. Een in 1542 op het landgoed gebouwde boerderij werd gedurende de Tachtigjarige Oorlog verschillende malen verwoest. 
Omstreeks 1653 gaf markiezin Maria Elisabeth II van den Bergh opdracht om het landgoed te herstellen. Allerlei juridische verwikkelingen met de Wilhelmieten volgden. Zij kregen het gebied uiteindelijk weer in handen, maar nadien verminderde hun invloed en in 1758 kwam de Wouwse Plantage opnieuw in bezit van het markiezaat. Vanaf 1759 werd de plantage uitgebreid met de Nieuwe Plantage en van 1780-1788 maakte landmeter Henri Adan een begin met een geometrische indeling. Een aantal dreven werd aangelegd die samenkwamen in Plantage Centrum, en daar werden ook enkele arbeidershuisjes en een schuur gebouwd.
In 1795 werd het landgoed onteigend en in 1798 overgedragen aan de Bataafse Republiek om vanaf 1814 onder de Domeinen van de Staat der Nederlanden te ressorteren. In 1839 werd het echter openbaar verkocht, daar de Belgische afscheidingsoorlog de Staatskas had uitgeput. Adriaan Faber, een stroman van de in Merksem woonachtige bankier  baron Petrus Josephus de Caters kocht het landgoed. In 1848 liet de baron in Plantage Centrum een herenhuis bouwen, later bekend als "het kasteel", samen met een aantal andere gebouwen en gebouwtjes die vaak waren uitgevoerd in chaletstijl. In 1895 verkocht de familie De Cater het landgoed aan de Belgische industrieel Paul Emsens.
Emsens breidde het -reeds enigszins vervallen- landhuis uit met onder andere een tweede toren. Het werd gepleisterd en later wit geschilderd. Toen Paul Emsens in 1927 overleed, werd het landgoed over zijn drie kinderen verdeeld. Uiteindelijk werd het ondergebracht in de NV Wouwse Plantage, waarvan de kleinkinderen van Paul Emsens aandeelhouder werden.
Op het landgoed staan enkele monumentale boerderijen met bijgebouwen, een jachthuis dat oorspronkelijk een herberg was en een houtzagerij in landschapsstijl. In 1871 is een huis voor de boswachter gebouwd. Een wonderlijk gebouwtje is het zogeheten Sleutelgathuis, dat een venster bevat met sleutelgatvormige omlijsting. De gehele buurtschap Plantage Centrum is opgenomen in het register van  rijksmonumenten

## Natuur
Oorspronkelijk werden eiken en beuken aangeplant op de hogere delen, en elzen op de lagere, vochtiger delen. In de 18e eeuw werden beukenbossen en grovedennenbossen aangelegd. In de tweede helft van de 18e eeuw werd de Grote Houwer, eertijds een waterplas, bij de plantage gevoegd en in westelijke richting werden stuifzanden bebost. Op deze uitbreidingen werd grove den geplant. De 19e-eeuwse particuliere eigenaars transformeerden het gebied rondom Plantage Centrum in landschapsstijl. Nog bestaande vennetjes (Mosven, Bergsven) werden omgevormd tot bosvijvers, rododendrons en andere struiken werden aangeplant. Het zogeheten Woeste Gedeelte werd beplant en is nu een oud gemengd bos. Hier is het reliëf tot 20 meter hoog. De Borgvlietse Duinen, in het westen van het landgoed, vormen nog deels een stuifzandgebied.
Tot de broedvogels behoren: boomklever, boomleeuwerik, groene specht, bergeend, dodaars, sperwer, ransuil, nachtzwaluw, kruisbek, zwarte specht, grote bonte specht, kleine bonte specht, sijs en fluiter

## Toegankelijkheid
Het uitgestrekte landgoed is lange tijd niet voor het publiek toegankelijk geweest, maar is sinds 1987 voor het publiek geopend. Er is een informatiecentrum en er zijn drie wandelroutes aangelegd. Wél dient men zich niet buiten de paden te begeven.
Gewoonlijk is de buurtschap Plantage Centrum, waar zich de woning van de eigenaar bevindt, niet voor het publiek toegankelijk. Ook in Plantage Centrum bevindt zich het brandweermuseum.